# Time
|  | Per a altres significats, vegeu «Time (desambiguació)». |

Time és una revista d'informació general que es publica setmanalment als Estats Units des de 1923. És una publicació que disposa a més de diverses edicions en diverses parts del món. L'europea Time Europe s'edita a Londres, l'asiàtica a Hong Kong, la canadenca a Toronto i, finalment, l'edició per al pacífic sud a Sydney. En algunes de les seves campanyes publicitàries la companyia ha suggerit que el seu nom significa Today Information Means Everything, que es podria traduir com Avui dia la informació ho és tot.
El seu estil és similar a Newsweek i a U.S. News & World Report.

## Història
El seu primer número va aparèixer el 3 de març de 1923, abans que els seus actuals competidors, convertint-se així en el primer setmanari d'informació general del país. Va ser fundada per Briton Hadden i Henry Luce, qui havien treballat junts anteriorment en l'americana Universitat Yale, sent membres de Skull & Bones. Arran de l'enriquiment d'Hadden (va ser el jove més ric del món) i el seu allunyament del món periodístic, Henry Luce es va convertir en l'home més important de la publicació i en una de les figures més importants de la història dels mitjans de comunicació del segle xx.
Hadden va imprimir el seu caràcter despreocupat al to de la revista, per la qual cosa encara avui és criticat per alguns sectors que ho consideren poc apropiat per a les notícies serioses. Time inclou un important apartat dedicat a la vida social i la indústria de l'entreteniment. La revista People es va inspirar originàriament en aquesta secció.
Després de l'assassinat de Kennedy, van comprar la pel·lícula del seu assassinat, quedant aquesta no disponible per al públic fins molt temps després.
Des de l'any 1989 el setmanari forma part del grup Time Warner, grup que es va crear mitjançant la fusió de Time i de Warner Communications. L'any 2000 la revista passa a ser propietat d'AOL Time Warner que va canviar el nom a Time Warner el 2003.

## Estil
Time va tenir en els seus inicis un estil característic, parodiat per Wolcott Gibbs el 1938 a The New Yorker: "Backward ran sentences until reeled the mind ... Where it all will end, knows God."
En la història de la revista només s'ha publicat un editorial oficial, demanant la dimissió de Richard Nixon el 1974.
La revista Time també és coneguda per les vores vermells a la portada, introduïdes el 1927. Aquesta vora icònic ha estat homenatjada i satiritzada pel setmanari de Seattle The Stranger el 2010. La vora ha estat canviat en només 4 ocasions des de 1927: l'edició que va ser publicada immediatament després dels atemptats del 9/11 va incloure una vora negra que simbolitzava el dol. No obstant això, aquesta edició va ser una publicació "extra" especial, publicada ràpidament al moment de l'atemptat; l'edició normal l'endemà al matí tornava a la vora vermell. També l'edició del 28 d'abril de 2008, el Dia de la Terra, el qual és dedicat a informar sobre temes del medi ambient, va tenir una vora verda. El canvi següent va aparèixer en l'edició del 9/11/2011, amb vores platejades, que recordaven el desè aniversari dels atemptats del 9/11. El canvi més recent (novament amb una vora platejada) va ser en l'edició del 31/12/12, en la qual es notava l'elecció de Barack Obama com a "Home de l'Any".

## Controvèrsia
La revista va deslligar la polèmica l'estiu de 1994: quan O. J. Simpson va ser arrestat, moltes publicacions van treure la fotografia presa a la comissaria just després del seu arrest. Time també va publicar aquesta fotografia, però manipulada, on la pell del reu apareix enfosquida i la placa d'identificació reduïda. Això va provocar la protesta d'alguns grups de defensa dels drets humans. L'il·lustrador Matt Mahurin, qui va ser l'encarregat d'aquesta alteració en la imatge, va dir més tard que va voler fer-la més artística «I wanted to make it more Artful [sic], more compelling». Des de llavors, per evitar crítiques, i a més complir amb la tradicional censura al mercat dels Estats Units, la línia editorial de la revista canvia dràsticament en el seu tiratge per a la resta del món.
Hi ha grups poc coneguts d'usuaris de fotoblogs gratuïts que fotografien la revista dels seus respectius països, per publicar en conjunt i assenyalar la diferència més rellevant que és la foto de la portada. En aquests reportatges es pot veure com és reprimida la publicació.

## Persona de l'any
Una de les accions de major repercussió de la revista és el nomenament anual de la «Persona de l'Any», reconeixent a la persona o grup de persones que hagin tingut un efecte major en les notícies de l'any. No té perquè ser necessàriament una persona; per exemple, el 1982 se li va concedir a l'ordinador personal el títol de «Màquina de l'any». A més, el 1999 es va triar a Albert Einstein com «Persona del segle».
A vegades aquesta elecció suscita polèmica, ja que la distinció no suposa necessàriament un honor, sinó que s'atorga a qui, per bé o per mal, hagi influït més. En el passat van ser nomenats homes de l'any Adolf Hitler o Stalin.